# چال تپه اسد کندی
چال تپه اسد کندی مربوط به اواسط هزاره دوم قبل از میلاد است و در شهرستان تکاب، روستای اسدکندی واقع شده و این اثر در تاریخ ۱۷ خرداد ۱۳۳۵ با شمارهٔ ثبت ۱۲۴۶ به‌عنوان یکی از آثار ملی ایران به ثبت رسیده است.